# باشگاه فوتبال سانتوس ده گواپیلس
باشگاه دپورتیوا سانتوس که معمولاً به عنوان سانتوس ده گواپیلس شناخته می‌شود، یک باشگاه فوتبال اهل کاستاریکا است که در حال حاضر در لیگ برتر فوتبال کاستاریکا بازی می‌کند.
این باشگاه در ورزشگاه ایبال رودریگز در گواپیلس، لیمون، کاستاریکا بازی می‌کند.

## تاریخچه
این باشگاه در سال ۱۹۶۱ تاسیس شد و هرگز قهرمان لیگ نشده است. آنها دو بار نایب قهرمان شدند. آنها پس از پیروزی در سال ۱۹۹۹ پس از شکست مونیسیپال لیبریا در فینال پلی آف مه ۱۹۹۹ که با خشونت خارج از زمین خدشه دار شد، به لیگ برتر برتر رسیدند.